# Spartanisch-persischer Krieg
Der Spartanisch-persische Krieg war eine Auseinandersetzung zwischen Sparta und Persien wenige Jahre nach dem Peloponnesischen Krieg, die von 399 v. Chr. bis 394 v. Chr. dauerte. Er endete mit dem Rückzug der spartanischen Truppen und der Einverleibung der ionischen Küstenstädte durch Persien.

## Ausgangslage
In der Endphase des Peloponnesischen Krieges waren Sparta und Persien gegen Athen verbündet, das 404 v. Chr. kapitulieren musste; Sparta war dadurch die unbestrittene Hegemonialmacht in Griechenland geworden. Dies wurde nicht zuletzt dadurch erreicht, dass sich Sparta als Befreier der griechischen Städte vor der athenischen Herrschaft und als Wahrer der Autonomie dieser Städte darstellte. Viele ehemalige Bündner Athens hatten sich diesem angeschlossen, um sich vor einer Vereinnahmung durch Persien zu schützen. Da Athen durch die Niederlage ausgefallen war, wandten sich die Städte nun an Sparta. Die Erfahrungen beim Zug der Zehntausend und der Abfall Ägyptens vom Perserreich hatten bei den Griechen den Eindruck hinterlassen, es bei den Persern mit einem geschwächten Gegner zu tun zu haben. Sparta übernahm den Schutz der kleinasiatischen Städte – wobei bis heute nicht geklärt ist, ob es tatsächlich vorhatte, ihnen die Autonomie zu bringen.

## Verlauf
In Sparta wurde 399 v. Chr. Agesilaos II. König, der ein eindeutiger Kriegsbefürworter war. Man sandte den Feldherren Thibron nach Kleinasien, der auch die zurückgekehrten Männer des Zugs der Zehntausend für seinen Feldzug in der Aiolis (gegenüber von Lesbos) einsetzte. Als Vorwürfe laut wurden, Thibron würde die eigenen Verbündeten ausplündern, wurde er abgelöst und durch Derkyllidas ersetzt. Ihm standen in Kleinasien die persischen Satrapen Tissaphernes und Pharnabazos gegenüber. Einen vorübergehenden Waffenstillstand mit diesen nutzte Derkyllidas, um Chersones im Jahre 398 v. Chr. gegen die Thraker beizustehen, doch bereits kurze Zeit später kämpfte er erneut in Kleinasien, wo er Atarneus einnahm und den Befehl bekam, nach Karien zu marschieren.
Waffenstillstände und kürzere Feldzüge lösten sich in der Folge ab. 396 v. Chr. kam der König Agesilaos selbst mit Verstärkung zum Kriegsschauplatz. Die Spartaner fielen erst in Phrygien ein und verheerten daraufhin Bithynien; während der persische König Artaxerxes II. den Satrapen Tissaphernes für die Rückschläge verantwortlich machte und töten ließ, kam Pharnabazos  nun zu der Einschätzung, dass eine Seeschlacht die Entscheidung bringen musste. Die Perser versuchten, diplomatisch und vor allem durch Zahlung hoher Geldsummen auf die Griechen in ihrem Sinne einzuwirken. Sie gewannen den athenischen Feldherren Konon für sich, der 396 v. Chr. mit der Eroberung von Rhodos einen ersten Sieg verbuchen konnte. Auf Zypern wurde derweil für 500 Talente eine persische Flotte von etwa 100 Schiffen gebaut, die Konon unterstellt wurde.

## Ende der Auseinandersetzung durch den Korinthischen Krieg
Die Geldzahlungen an griechische Gegner Spartas zeigten Wirkung, sodass parallel zu den Kämpfen in Kleinasien im griechischen Mutterland 395 v. Chr. der Korinthische Krieg begann, in dem Sparta nicht nur Athen, sondern auch Argos, Korinth und Theben gegenüberstanden. König Agesilaos zog 395 v. Chr. mit dem größten Teil der Expeditionstruppen ab, um im Mutterland einzugreifen. Die Flotte unter Konon lieferte sich im Jahre 394 v. Chr. die entscheidende Seeschlacht mit Sparta vor Knidos, in der die spartanische Flotte vernichtet wurde.
Dies bedeutete auch das Ende der militärischen Aktionen in Kleinasien. Persien konnte wieder seine Steuereintreiber in die kleinasiatischen Städte schicken und damit seine Vormacht demonstrieren. Nach dem Ende des Korinthischen Kriegs, in dem Persien zunächst Spartas Gegner, dann wieder Sparta gestützt hatte, wurden Persien im Königsfrieden die kleinasiatischen Städte vertraglich zugesprochen.